# Егийн гол
Егийн гол (на монголски: Эгийн гол) е река в Северна Монголия, ляв приток на река Селенга, вливаща се в езерото Байкал. С дължина 475 km и площ на водосборния басейн 49 100 km² река Егийн гол изтича от южния ъгъл на езерото Хьовсгьол, разположено на 1645 m н.в. По цялото си протежение тече в широка долина през планинско-хълмисти местности, образувайки многочислени прагове. В горното течение има южно направление, в средното – източно и североизточно, а в долното – югоизточно. На 49°23′20″ с.ш. и 103°37′28″ и.д. и на 826 m н.в. се влива отляво в река Селенга. Основни притоци: леви – Уур гол (най-голям приток), Ерингийн гол; десни – Ентийн гол. Има предимно дъждовно подхранване и ясно изразено пролетно пълноводие, обусловено от топенето на снеговете, епизодични летни прииждания в резултат от поройни дъждове във водосборния ѝ басейн, а от ноември до март – ясно изразено маловодие. Среден годишен отток на 40 km от устието – около 100 m³/s. Замръзва през ноември, а се размразява през април. Протича през почти безлюдни райони, като при изтичането ѝ от езерото Хьовсгьол е разположено малкото градче и пристанище Хатгал.